# Land des Frühlings

Land des Frühlings (en allemand : Le Pays du printemps) est l’unique œuvre non fictionnelle de B. Traven, publiée pour la première fois en 1928.

## Éditions
En annexes de l’édition originale de 1928 se trouvent 64 pages d’illustrations comportant 132 photographies du voyage. Toutes les photos publiées dans ce livre ont été prises par B. Traven entre mai et octobre 1926,. Les photos ont été reproduites par gravure par Phönix Illustrationsdruck und Verlag. Toutes les photographies sont décrites. Sur la dernière page figure une carte dépliable du Chiapas, encadrée par des cartes de l’Amérique du Nord, de l’Amérique centrale et de l’Amérique du Sud.
L’œuvre est parue dans une édition revue et corrigée en 1950, publiée par la Guilde du livre Gutenberg de Zürich, avec mention de copyright par Esperanza Lopez Mateos, Mexico-City et Josef Wieder, Zurich. Les photographies reproduites en gravure se trouvent sur des pages d’illustrations non-paginées placées en regard de pages de texte. Le nombre de pages de photos a été réduit à 32 et le nombre de photos à 72.
Edgar Pässler a publié en 1982 une nouvelle édition en deux volumes profondément remaniée. Les modifications apportées à l’édition de 1928 sont consignées dans une annexe. Les changements ne sont pas seulement stylistiques, mais aussi contextuels et sont donc énumérés dans cette annexe.
Dans sa réédition de 1986 (B. Traven : Du pays du printemps. Extraits, essais, informations), Heinz Dieter Tschörtner a donné les raisons de ses choix éditoriaux en postface : « Dès le début, il était clair que le livre le plus complet de Traven, son récit de voyage Land des Frühlings de 1928 nous paraissait inacceptable dans son ensemble même après examen répété, et qu’il devait être publié avec de grands extraits ». Sous le titre 'Voyage au Chiapas 1926', seuls le texte allant du chapitre 20 jusqu’à la fin (correspondant aux pages 257-429 de la première édition) ainsi que quelques autres épisodes ont été choisis. Le matériel photographique a été totalement abandonné.
Dans l’édition originale, Traven ne se départit pas du vocabulaire de l’époque, employant le mot race à de multiples reprises. B. Traven s’en est rendu compte et a par la suite très largement expurgé les rééditions de ce livre ; ce sont ainsi 63 pages de texte au total qui disparaissent, selon Rolf Recknagel. Les passages supprimés comportaient aussi de nombreuses références à l’Allemagne. Traven donne des indications autobiographiques dans la première édition qui disparaissent de la seconde édition (1950) et des suivantes,.
Au Mexique, l’œuvre est publiée pour la première fois en 1996 dans une traduction d’Angélica Scherp. Renate von Hanffstengel suppose qu’il n’est pas absurde de chercher la raison de la publication si tardive de Land des Frühlings dans ses passages gênants. C’est la seule traduction publiée à ce jour.

## Écriture

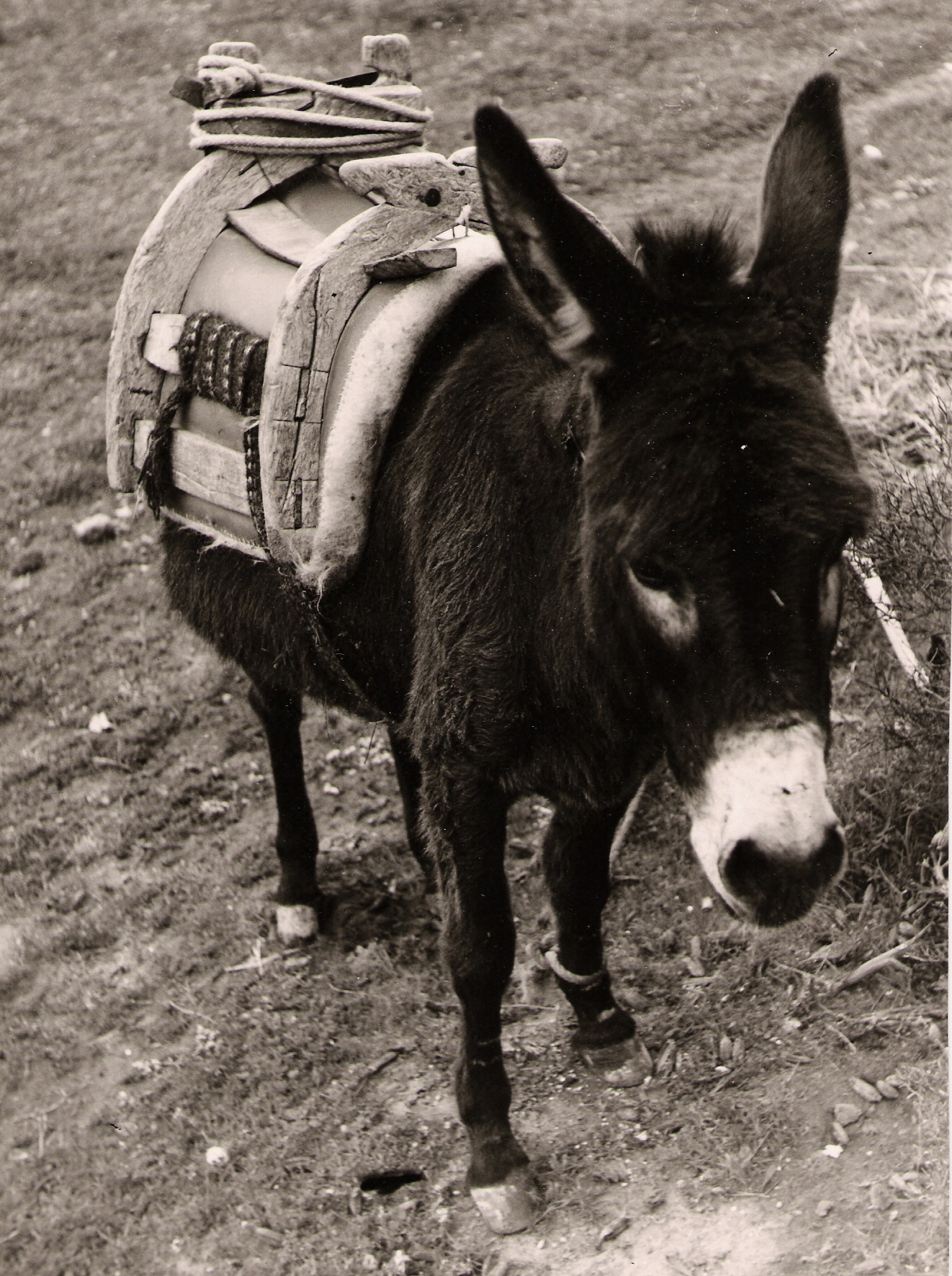
Les ânes étaient le moyen de transport le plus fréquemment utilisé dans les montagnes du Chiapas.

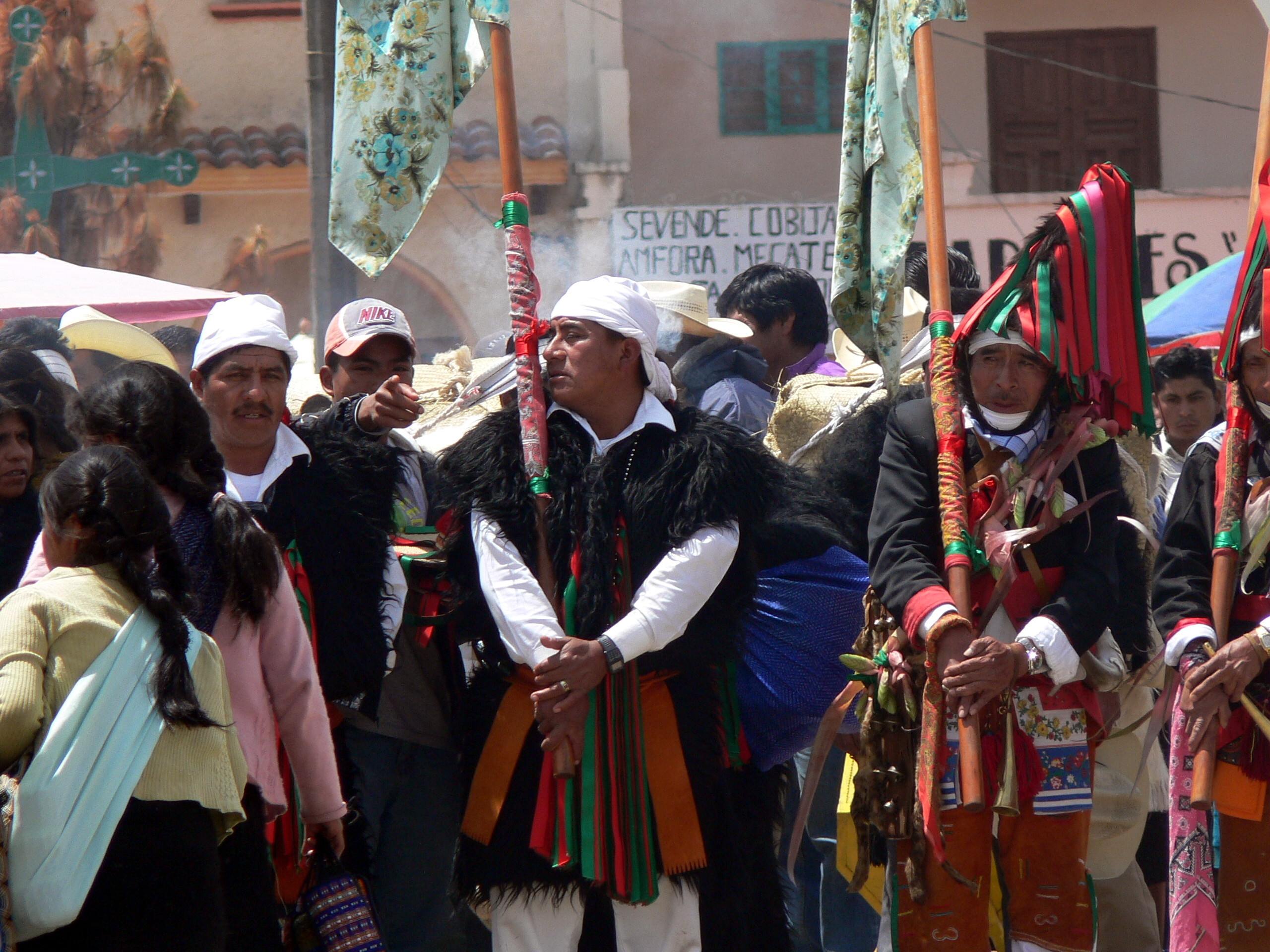
San Juan Chamula - Procession de Tzotzil mayas.

Le livre se présente comme un carnet de voyage, décrivant le parcours suivi par l’auteur à travers le Chiapas, ses rencontres et ses observations. Ce voyage commence par une participation de B. Traven à une expédition d’exploration organisée par le ministère de l’Agriculture mexicain, qu’il quitte bientôt en compagnie de Felipe, son guide indien, pour San Cristobal de las Casas et Chamula.
Un des buts du livre est de participer à l’éducation politique du peuple allemand ; la réédition limitée de 1936 est destinée à stimuler la résistance à la dictature de Hitler. Il décrit la participation des Indiens et du prolétariat mexicains à la révolution mexicaine, qui « eurent l’incroyable et très rare chance de ne pas avoir de leaders ou d’administrateurs avec des intérêts bourgeois à défendre » (Traven).
Traven se montre un admirateur convaincu de la révolution mexicaine, à un moment où la réforme agraire se met en place et où le président Calles prend des mesures pour réduire l’emprise de l’Église catholique sur la société, et où les campagnes d’alphabétisation et de santé publiques . Il admire aussi certaines pratiques indiennes, comme la propriété collective des terres.

## Contenu
Le livre est une relation de voyage de B. Traven, accompagné d’un guide indien, voyageant sur des ânes dans les hautes terres de l’État du Chiapas (Mexique). Traven décrit très en détail la flore, la faune et la géographie du pays, mais surtout ses habitants, les indigènes indiens et leurs coutumes.
Le récit de voyage est particulièrement enrichi par les observations teintées d’humour des pratiques religieuses fortement ritualisées des Mayas, christianisés de manière incomplète. Ainsi, Traven mentionne que dans les pays visités, il est souvent arrivé que Indiens aient été crucifiés volontairement ou par la force par des membres de tribus pour pouvoir se libérer collectivement de péchés par la crucifixion.
L’auteur décrit en détail les coutumes, rites, costumes et religions des Tzotzils mayas qui se sont établis dans la région de Chamula. Les particularités de la langue tzotzil sont également décrites dans une courte section.
Le récit comporte des commentaires sociaux incisifs et critiques du sort fait aux Indiens,. Le livre contient de riches annotations historiques, archéologiques, ethnographiques, folkloriques et une critique des dégâts causés par les grosses sociétés capitalistes faisant irruption dans la zone.

## Critiques
Parmi les critiques du livre, Land des Frühlings est décrit comme un « mélange de d’hypothèses, une suite de théories scientifiques, de ragôts, d’anecdotes et de récits de bravoure et de courage personnels de l’auteur » (Zogbaum 37). C’est aussi devenu une source historique unique sur le Mexique rural post-révolutionnaire, vu par un anarchiste qui adopte le point de vue du prolétariat moderne et comprend mal la politique mexicaine et la vision du monde des Indiens.
Le livre est aussi vu comme une œuvre de propagande en faveur du président Calles. Traven montre aussi les limites de sa connaissance du Mexique (où il est arrivé deux anas auparavant), ne comprenant pas que les Indiens et les Mexicains n’ont pas les mêmes intérêts, que Calles promeut des réformes limitées ; sa mauvaise compréhension de l’indigénisme de Vasconcelos, qui promeut plus un effacement culturel que la libération des Indiens, ressort également. Il prône ainsi l’abolition des langues indiennes au profit de l’espagnol.